# لانس
لانس أو لنس (بالفرنسية: Lens) هي إحدى مدن فرنسا الكبيرة تقع في شمال فرنسا، وهي بلدية تابعة لمنطقة با دو كاليه (Pas-de-Calais)، تعتبر مع مدن ليل، فالنسيان، اميان، مدينة روبيه، توركوان، اراس، ودويه من أكبر مدن الشمال الفرنسي أو ما يسمى بـ (Picarde cities)، تبلغ مساحتها 11,7 كلم2، بينما يبلغ عدد سكانها وفق إحصاء عام 2006 حوالي 35,583 نسمة.

## منطقة مترو بوليتان
تنتمي مدينة لنس إلى الجماعة المحلية (inter communality) في لنس، التي تتألف من 36 بلدية يبلغ مجموع سكانها حوالي 250,000 نسمة. جنبا إلى جنب مع مدينة دويه، إذ تشكل المنطقة الممتدة من دويه إلى لنس منطقة مترو بوليتان (metropolitan area)، ويبلغ عدد سكان هذه المنطقة في تعداد عام 1999 حوالي 552682 نسمة.

## الاقتصاد
تعد المدينة مدينة لنس من المدن الصناعية، ولها تاريخ طويل في مجال استخراج الفحم، إذ تحوي المناطق المحيطة بالبلدة العديد من مناجم الفحم الكبيرة، وهذا دليل على أن المدينة رائدة في مجال التعدين على مدى المئة سنة الماضية، والتي وصلت إلى نهايتها في عام 1960، كما أن المدينة تمتلك فريق كبير لكرة القدم وهو على مستوى عال وهو نادي لنس (Racing Club de Lens).

## تاريخ المدينة
في عام 1520 كانت مدينة لنس جزء من التاج الأسباني في هولندا الإسبانية بعد معركة لنس، ولم تتمكن من العودة إلى فرنسا الا في السابع من نوفمبر من عام 1659.
في عام 1849 تم اكتشاف الفحم في لنس مما أدى إلى توسع المدينة وتطورها لتصبح مركزا صناعيا هاما، إلا أن صناعة الفحم تعرض للتأميم في نهاية الحرب العالمية الثانية والتي تسببت في تدمير المدينة والسكان وتسببت في نكسة كبيرة لاقتصاد المدينة، ولكن الركود سرعان ما تحول للانتعاش بعد الحرب الحرب العالمية الثانية في عام 1962 مما أدى للزيادة المظطرده في عدد السكان حيث بلغ سكان المدينة 733 42 نسمة، وبين أعوام 1970 إلى 1980 تسببت انخفاض نسبة تعدين الفحم في تراجع اقتصاد المدينة من جديد، مما أدى إلى توقف نشاط التعدين عام 1990، ما حذى بالحكومة إلى التنويع في الصناعة التحويلية في المدينة، وكانت والمنسوجات والمواد الغذائية والسيارات أبرز الصناعات التي لاقت الدعم والاهتمام.
في عام 2012 سوف تكون مدينة لنس موقع لمتحف اللوفر-لنس، في وسط منطقة المناجم القديمة في مدينة لنس، على ان تعرض فيه أعمال يملكها المتحف الفرنسي العريق.

## أعلام المدينة
- ايميل باسلي (Émile Basly): نقابي ثم عمدة لمدينة لنس توفي في عام 1928.
- ماوريس غارين (Maurice Garin): أول فائز في سباق فرنسا للدراجات توفي عام 1957.

## معرض صور

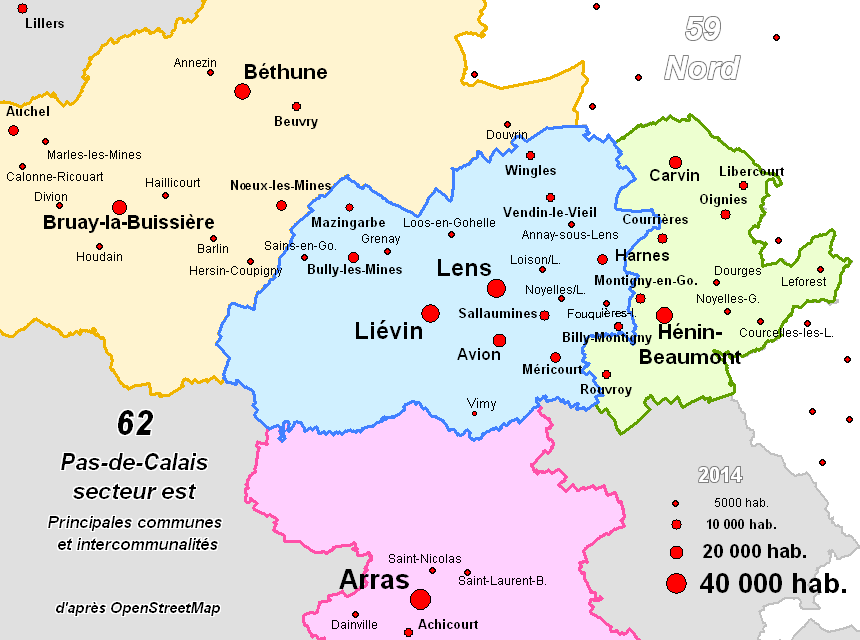
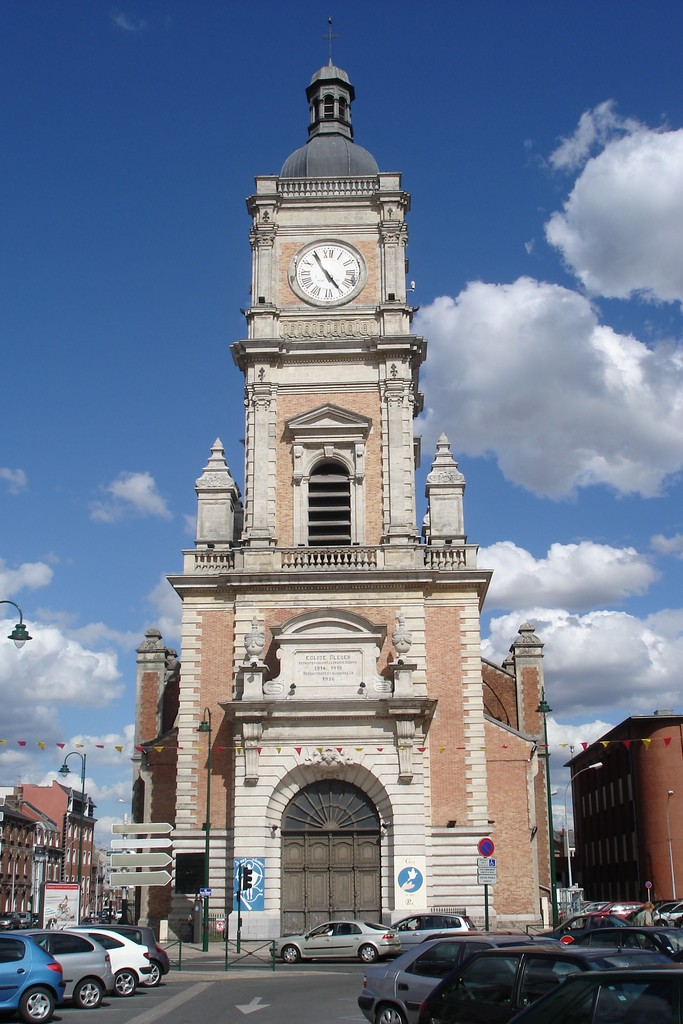
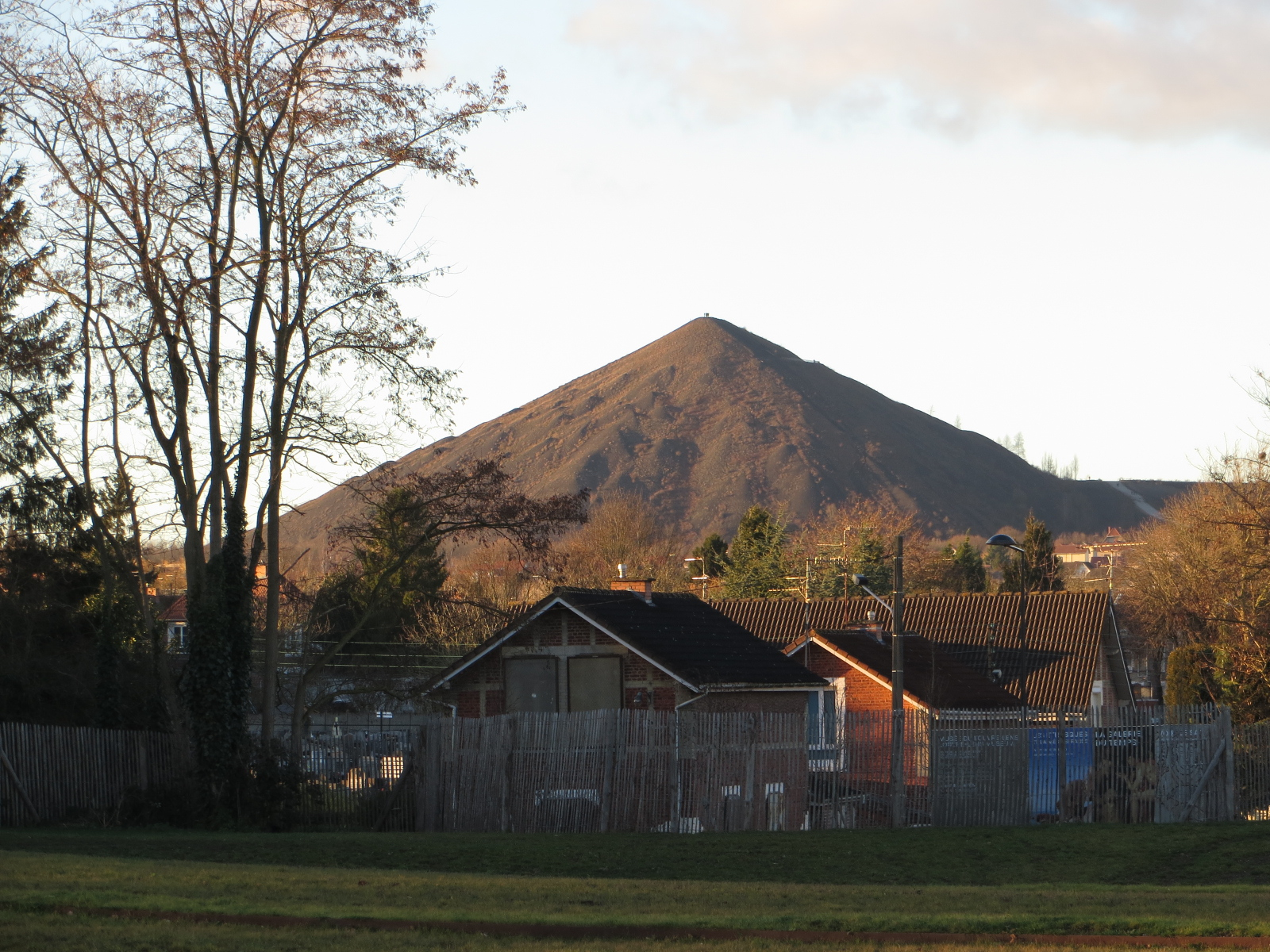